# James MacMillan

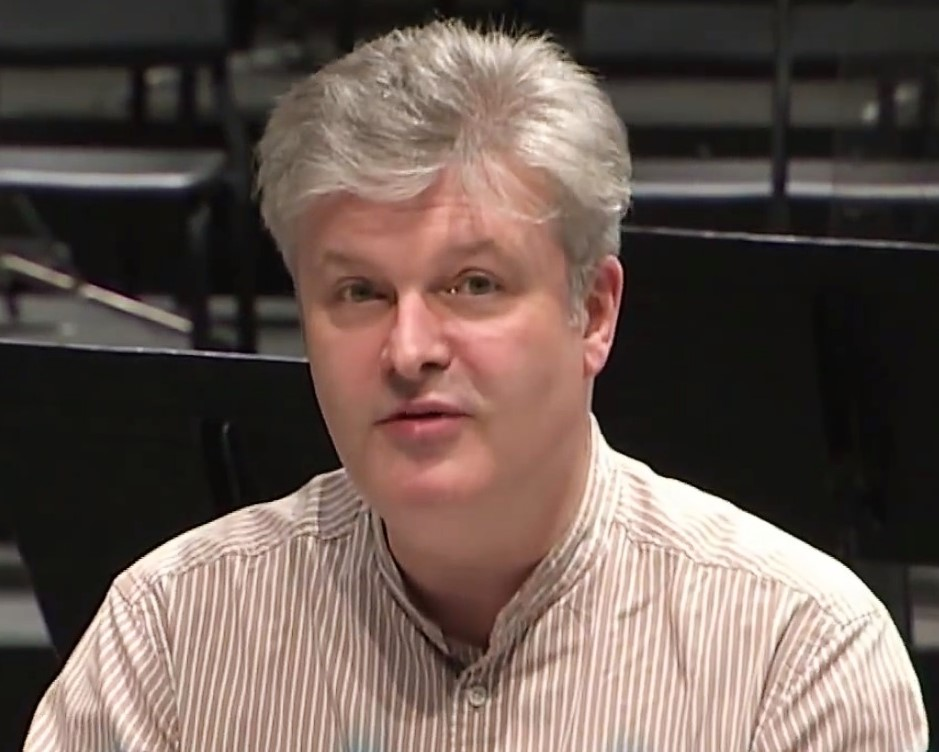
James MacMillan, 2012

Sir James Loy MacMillan (* 16. Juli 1959 in Kilwinning, North Ayrshire) ist ein schottischer Komponist und Dirigent  klassischer Musik.

## Biographie
MacMillan wurde in Kilwinning, North Ayrshire geboren, lebte aber bis 1977 in South Ayrshire in der Stadt Cumnock.
Er studierte Komposition in der Universität Edinburgh bei Rita McAlister und in der Durham University bei John Casken und erreichte den PhD im Jahr 1987.  Zwischen 1986 und 1988 war er als Lehrbeauftragter für Musik an der Universität Manchester angestellt. Nach Beendigung seiner Studien kehrte MacMillan nach Schottland zurück, um eine Stelle als Associate Composer beim Scottish Chamber Orchestra anzunehmen.
Erste Bekanntheit erlangte MacMillan mit dem vom BBC Scottish Symphony Orchestra uraufgeführten Orchesterwerk The Confession of Isobel Gowdie im Jahre 1990 bei den Proms, einem mehrwöchigen britischen Festival klassischer Musik.
Der internationale Anspruch des Werkes förderte MacMillans Bekanntheit wesentlich, er bekam mehrere Aufträge, u. a. ein Konzert für Schlagzeug für die schottische Musikerin Evelyn Glennie.  Veni, veni, Emmanuel wurde 1992 uraufgeführt und zählt zu MacMillans meistaufgeführten Werken.
James MacMillan wurde 2000 zum Komponisten und Dirigenten des BBC Philharmonic ernannt, eine Stelle, die er bis 2009 innehatte. 2009 bis 2013 war er Chefdirigent der Radio Kamer Filharmonie, einem 2013 aufgelösten Kammerorchester des  Niederländischen Rundfunks.
Seine frühere Zusammenarbeit mit Symmons Roberts setzte er in seiner zweiten Oper fort, deren Inhalt sich auf alte walisische Erzählungen gründet.
Zu seinen Werken zählen die Oper The Sacrifice (Herbst 2007, Welsh National Opera) und Sundogs, ein großes a-cappella-Chorwerk, welches ebenfalls auf Texten von Symmons Roberts beruht und im August 2006 vom Indiana University Contemporary Vocal Ensemble uraufgeführt wurde, eine Johannespassion, St John Passion (2008), und ein Violin- bzw. ein Oboenkonzert (2010).

## Werk
James MacMillans Kompositionen sind durchdrungen von spirituellen und politischen Elementen. Der Katholizismus hat viel zu seinem Werk beigetragen, da MacMillan auch viel sakrale Musik (vor allem für Chor) komponiert, wie z. B. das Magnificat (1999), und mehrere Messen. MacMillan und seine Frau gehören dem Dritten Orden der Dominikaner an. Ferner orientiert sich MacMillan auch an traditioneller schottischer Musik, welche in seinen Werken immer wieder deutlich herauszuhören ist. Als das schottische Parlament 1999 nach 292 Jahren zum ersten Mal wieder zusammenkam, begleitete eine von MacMillan komponierte Fanfare Königin Elizabeths Eintritt in den Plenarsaal. Einige Wochen nach der Eröffnungszeremonie hielt MacMillan eine öffentliche Rede mit dem Titel Scotland's Shame, in der er das Sektierertum in Schottland scharf attackierte.

## Werke
- After the Tryst (Violine + Klavier – 1988)
- The Confession of Isobel Gowdie (Orchester – 1990)
- The Berserking (Klavierkonzert – 1990)
- Veni, veni, Emmanuel (Schlagzeug Konzert – 1992)
- Seven Last Words from the Cross (Kantate: Chor und Streicher – 1993)
- Inés de Castro (Oper, Libretto: John Clifford – 1991–1995)
- Í (Streicher und Schlagzeug – 1996)
- The World's Ransoming (Englischhorn und Orchester – 1997)
- Cello concerto (1997)
- Symphony: Vigil (1997)
- Quickening (Solisten, Chor, Orchester – 1998)
- Mass (Chor, Orgel – 2000)
- Cello Sonata no2 dedicated to Julian Lloyd Webber
- The Birds of Rhiannon (Orchester + optional Chor, text: Michael Symmons Roberts – 2001)
- O Bone Jesu (2001), for SSAATTBB + Soli
- A Deep but Dazzling Darkness (Violine, Ensemble und Tonband – 2001–2002)
- Piano concerto No. 2 (2003)
- „Sun-Dogs“ (2006)
- The Sacrifice (Oper)
- St John Passion (2008)
- Violin Concerto (2010)
- Oboe Concerto (2010)
- Seraph, Konzert für Trompete und Streichorchester (2011), UA: 17. Februar 2011, London
- Konzert für Schlagzeug und Orchester (2014)

## Rezensionen (Violinkonzert)
- Picard, Anna; Review; The Independent, 16 May 2010
- Morrison, Richard; Review; Times Online 14 May 2010
- Ashley, Tim; Review; The Guardian, 17 May 2010